# (34506) 2000 SO172
2000 SO172 (asteroide 34506) é um asteroide da cintura principal. Possui uma excentricidade de 0.28801360 e uma inclinação de 21.51413º.
Este asteroide foi descoberto no dia 27 de setembro de 2000 por LINEAR em Socorro.